# Kunihiko Moriguchi
Kunihiko Morguchi (森口邦彦), né en 1941, est un artiste japonais pratiquant la peinture et le yûzen et reconnu trésor national vivant.

## Biographie
Fils de Moriguchi Kakô, lui-même trésor national vivant, il étudie la peinture japonaise, le nihonga, aux Beaux-Arts de Kyoto en 1959 puis rejoint à 22 ans l'école nationale des arts décoratifs de Paris après avoir appris le français à l'institut franco-japonais du Kansai,,,. 
Lors de son voyage en bateau en 1963 pour rejoindre l'Europe, il rencontre une équipe du Petit Palais qui transporte des antiquités japonaises pour les exposer à Paris. Il aide l'équipe à traduire les cartels du japonais et participe au montage de l'exposition, rencontrant ainsi le peintre Balthus. Celui-ci l’invite à travailler à la Villa Médicis, où il est directeur. A Paris, Il fréquente aussi le critique Gaëtan Picon. 
Il retourne ensuite travailler au Japon en 1966, après trois ans passés en France à travailler comme graphiste, afin d'approfondir et reprendre le travail de son père,,. 
Il est conseiller de la Villa Kujoyama depuis 1992. 
Emmanuel Macron lors de son voyage officiel au Japon en juin 2019, fait sa rencontre. 

## Œuvres

### Kimonos et autres réalisations
Il commence par reproduire le style de son père, ce qui se révèle un échec pour lui, car il ne se sent pas à la hauteur. Celui-ci lui montre alors les œuvres de Kason Nakagawa, son propre maître, en l'encourageant d'être aussi différent de lui que lui-même l'était de son maîtrer. Il se fait alors connaître à l'âge de 28 ans par un kimono composé d'hexagones relié par des zigzag.
Ses kimonos sont exposés au Victoria and Albert Museum de Londres, au Metropolitan Museum of Art de New York, et au LACMA de Los Angeles.
Il collabore avec les grands magasins Mitsukoshi et la manufacture de Sèvres afin d'appliquer son style à des objets du quotidien.

### Style
Il s'intéresse d'abord à la peinture japonaise par un rejet du pop art américain de Jackson Pollock et Robert Rauschenberg, populaire au Japon au moment de ses études. Il est en revanche séduit par la peinture française des XVIIIe, XIXe et XXe siècles, qu'il découvre lors d'une exposition à Kyoto.
Il s'éloigne des motifs traditionnels de faune et de flore du kimono tout en continuant à puiser son inspiration dans la nature. Son style original se caractérise par des motifs géométriques ayant un effet moucheté en raison de la manière dont il applique la pâte de riz. Il est aussi l'inventeur d'un effet d'optique créé par l'augmentation de l'épaisseur du trait.
Il cherche à ce que ses kimonos véhiculent une sensualité féminine, mais sans réduire la femme à un rôle subalterne où elle serait réduite à un rôle d'objet décoratif silencieux : au contraire, il conçoit ses vêtements comme des outils de libération et d'épanouissement, dans lequel celle qui le porte doit avant tout se sentir bien.

## Expositions
- Musée d’art moderne de Kyoto, mai-juin 2020[1]
- Kunihiko Moriguchi – Vers un ordre caché , Maison de la culture du Japon à Paris, du 16 novembre au 17 décembre 2016[5]